# Jens Haaning
Jens Haaning (født 30. juni 1965) er en dansk koncept- og samtidskunstner, som bor og arbejder i København.
Siden 1990’erne har Haaning produceret værker, der samlet set udgør et præcist billede af et komplekst, vestligt samfund i forandring. Værkerne kredser om de eksisterende strukturer omkring magt og kommunikation i det globale samfund og nødvendiggør debat omkring emner som migration, forskydning, nationalisme og andre aspekter af vores sameksistens.
Værkerne består ofte af interventioner i institutionelle strukturer eller i det offentlige rum. Eksempler på dette er: ‘Middelburg Summer 1996’ (1996), som var en midlertidig flytning af en syfabrik, der beskæftigede indvandrere, til kunsthallen De Vleeshal, Middelburg, Holland og ‘Turkish Jokes’ (1994), et lydværk med båndoptagelser af vittigheder fortalt af tyrkere på deres modersmål, som blev afspillet på en offentlig plads i Oslo, Norge.

## Udstillinger
Haaning har udstillet utallige gange, de centrale udstillinger tæller: Documenta XI, Kassel, Tyskland (2002), den 9. Istanbul Biennale, Istanbul, Tyrkiet (2005), Traffic på CAPC Museé d’art Contemporain, Bordeaux, Frankrig (1996), Wiener Secession, Wien, Østrig (1997, 1998, 1007), Publicness på ICA, London, England (2003), den 6. Gwangju Biennale, Gwangju, Sydkorea (2002, 2006) og senest en stor udstilling af Haanings værker fra 1990’erne og frem til 2017 på Göteborg International Biennial for Contemporary Art, Göteborg, Sverige (2017).